# KF Liria
KF Liria este un club de fotbal din Kosovo in Raiffeisen Superliga.